# Красноярский краевой суд
Красноярский краевой суд — высший федеральный орган судебной власти Красноярского края в системе судов общей юрисдикции по гражданским, уголовным, административным и иным делам, подсудным судам общей юрисдикции.

## История
Точная дата создания суда неизвестна и принято считать 1935 год, когда 26 января в должности первого председателя был утверждён Я. Ф. Королёв, который 6 января участвовал в работе Красноярского краевого съезда Советов, однако возникновение суда совпадает с образованием 7 декабря 1934 года Красноярского края, когда были учреждены все органы государственной власти, включая судебную.
Первоначально суд располагался в одноэтажном бревенчатом бывшем жилом доме с печным отоплением.
Во время Великой Отечественной войны к сентябрю 1941 года из 15 членов суда 10 отправились воевать на фронт.
10 июля 1995 года суд переехал из дома № 58 на улице Ленина (где впоследствии, до осени 2018 года, располагался Центральный районный суд г. Красноярска, в настоящее время — почётное консульство Монголии) в здание бывшего Дома политического просвещения Красноярского краевого комитета КПСС.

## Структура суда

### Председатели суда
- Яков Фёдорович Королёв (с 26 января 1935 года по 1937 год)[1][2][5]; расстрелян по обвинению в контрреволюционной деятельности[1][6]; реабилитирован 1 декабря 1956 года Верховным Судом СССР[6].
- Иван Васильевич Антипченко (с 19 октября 1940 года по 19 марта 1946 года)[7]
- Александр Анатольевич Руднев (с 29 октября 1956 года по 1 апреля 1968 года)[8]
- Владимир Филиппович Двоеконко (с 2002 по 25 марта 2014 года; с 2000 по 2002 год — и. о. председателя Красноярского краевого суда)[9]
- Николай Викторович Фуга (с 10 июля 2014 года)[2][5]

### Президиум
Состав президиума:
| Председательствующий | Фуга Николай Викторович         | председатель Красноярского краевого суда                                                     |
| Член президиума      | Рашков Олег Геннадьевич         | заместитель председателя Красноярского краевого суда                                         |
| Член президиума      | Бугаенко Нелли Витальевна       | Заместитель председателя Красноярского краевого суда по гражданским и административным делам |
| Член президиума      | Носов Виталий Викторович        | Заместитель председателя Красноярского краевого суда по уголовным делам                      |
| Член президиума      | Афанасьев Андрей Борисович      | Председатель судебной коллегии по уголовным делам Красноярского краевого суда                |
| Член президиума      | Войта Игорь Витальевич          | Председатель судебной коллегии по административным делам Красноярского краевого суда         |
| Член президиума      | Прилуцкая Людмила Александровна | Председатель судебной коллегии по гражданским делам Красноярского краевого суда              |

### Судебные коллегии
Судебная коллегия по уголовным делам
- председатель судебной коллегии
- судьи судебного состава I инстанции
- судьи апелляционной инстанции
- судьи судебного состава по разрешению жалоб и представлений в кассационном порядке

Судебная коллегия по гражданским делам
- председатель судебной коллегии
- судьи апелляционной инстанции
- судьи судебного состава по разрешению жалоб и представлений в кассационном порядке

Судебная коллегия по административным делам
- председатель судебной коллегии
- судьи кассационной (надзорной) группы
- судьи судебных составов судебной коллегии
- судьи судебного состава I инстанции

### Аппарат суда
- помощники судей;
- отдел обеспечения судопроизводства по уголовным делам;
- отдел обеспечения судопроизводства по гражданским делам;
- отдел государственной службы и кадров;
- финансово-бухгалтерский отдел;
- отдел кодификации и обеспечения деятельности президиума;
- отдел судебной статистики и информатизации;
- отдел материально-технического обеспечения и эксплуатации и ремонта здания;
- отдел делопроизводства;
- администратор суда.